# Battaglia di San Nicolás
La battaglia di San Nicolás fu uno scontro navale combattuto il 2 marzo 1811 nel fiume Paraná tra la flotta realista di Montevideo e la prima squadriglia creata dalla giunta rivoluzionaria di Buenos Aires. Fu la prima azione navale tra patrioti e realisti nella regione del Río de la Plata, e si concluse con la vittoria della flotta realista.

## Antefatti
Dopo la Rivoluzione di Maggio, la nuova giunta insediatasi a Buenos Aires inviò una circolare a tutte le città del vicereame per invitarle ad inviare un loro rappresentante. Dopo un primo riconoscimento della nuova autorità, il 2 giugno il cabildo della città di Montevideo giurò invece obbedienza al nuovo Consiglio di Reggenza formatosi a Cadice; ad Asunción, il 24 luglio un'assemblea cittadina assicurò anch'essa obbedienza al nuovo governo spagnolo e non riconobbe la giunta di Buenos Aires, pur assicurandole fraterna amicizia.
Mentre il governo rivoluzionario allestiva una spedizione militare da inviare in Paraguay sotto il comando di Manuel Belgrano, nel gennaio del 1811 l'arrivo a Montevideo di Francisco Javier de Elío, la cui qualifica di viceré non fu riconosciuta da Buenos Aires, diede inizio alle operazioni di guerra nel Río de la Plata; di fronte alla superiorità navale dei realisti, la giunta fu costretta a creare una propria squadriglia navale, trovando nel compito numerose difficoltà. La sconfitta di Belgrano a Paraguarí impresse un'ulteriore accelerazione ai preparativi, nel tentativo di fornire per via fluviale alla spedizione in Paraguay armi e mezzi per respingere la controffensiva realista. In tutta fretta furono così ultimati i lavori su tre imbarcazioni che il governo di Buenos Aires aveva ordinato di armare: la goletta Invencible, affidata a Juan Bautista Azopardo, il brigantino Veinticinco de Mayo, dato al francese Hippolyte de Bouchard, e il bilandro América, comandato da Angel Hubac, anch'egli francese.
La notte del 21 febbraio 1811, la flottiglia salpò da Buenos Aires con l'intenzione di risalire il fiume Paraná per mettersi in comunicazione con Belgrano e assicurargli le comunicazioni con la sponda sinistra del fiume. Al loro inseguimento partì da Montevideo una flotta guidata da Jacinto de Romarate e composta dai brigantini Cisne e Belén, dalle imbarcazioni Aranzazu, San Martín, Fama e Castro e da un lancione; informato dell'arrivo della flottiglia realista, Azopardo provò a rifugiarsi nel canale che conduce al porto di Santa Fe, dove le truppe di terra e le dimensioni del corso d'acqua avrebbero potuto aiutarlo, ma il vento lo costrinse a tornare indietro. Il capitano maltese decise quindi di stabilirsi a San Nicolás de los Arroyos, dove decise di organizzare la sua difesa.
Approfittando della strettezza del canale formato dall'isola fluviale posta di fronte alla città, Azopardo fece ormeggiare la Invencible in prima linea e la América, cui era stata quasi completamente tolta l'artiglieria, a retroguardia; la Veinticinco de Mayo fu posta vicina alle sponde dell'isola, con la prua verso valle, con lo scopo di sbarrare il percorso alle piccole imbarcazioni nemiche. Mise infine a terra quattro bocche da fuoco, con le quali armò due batterie a poca distanza dell'abitato.
La mattina del 28 febbraio, la flottiglia di Romarate fu in vista della squadriglia patriota. In una rapida riunione con i suoi comandanti decise di combattere navigando contro corrente, per poter disporre più a lungo del fuoco d'artiglieria dei suoi brigantini.

## La battaglia

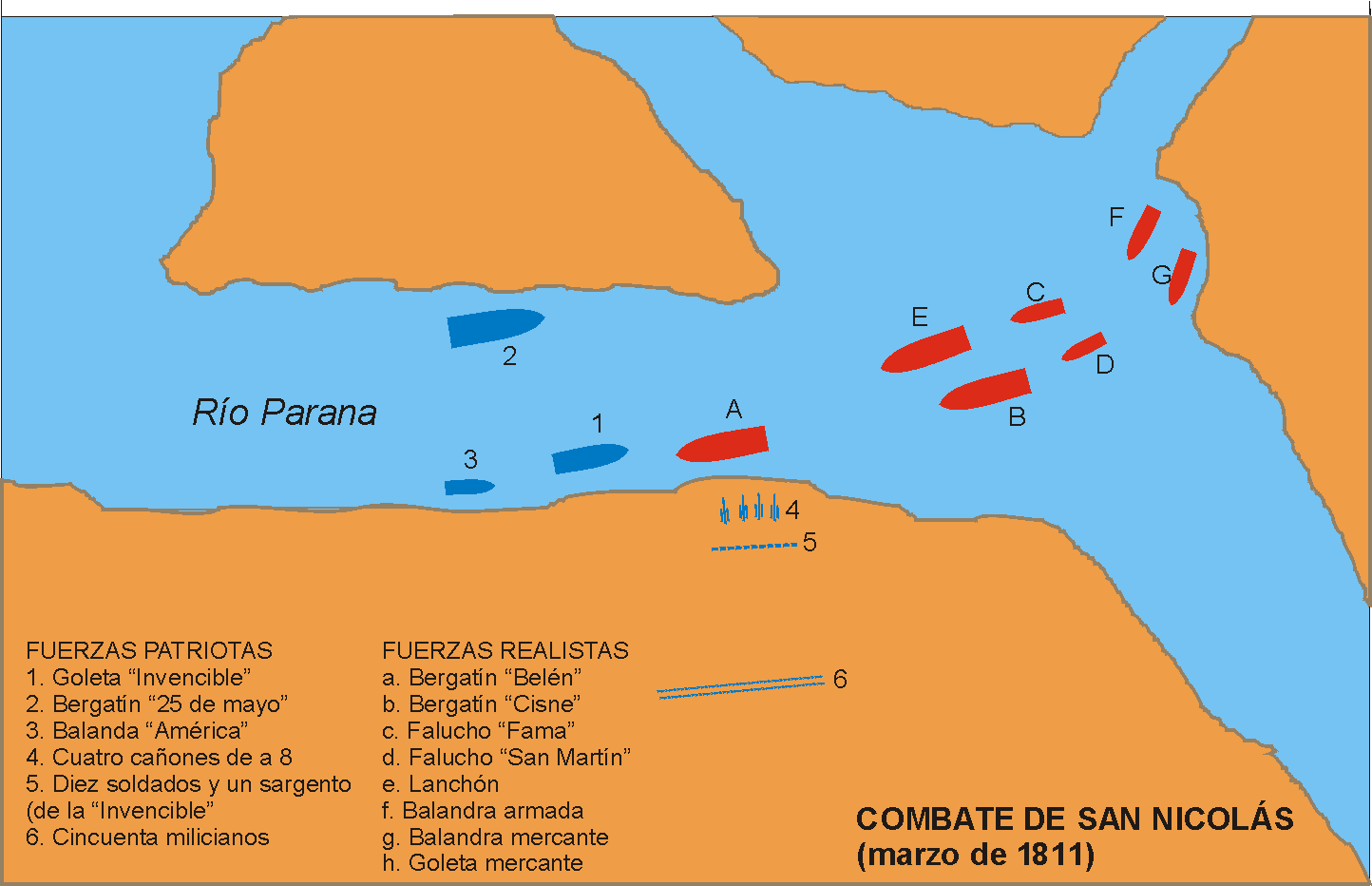
Schema della battaglia di San Nicolás. In blu sono rappresentate le imbarcazioni dei patrioti; in rosso quelle dei realisti.

Dopo aver effettuato un riconoscimento il giorno precedente, la mattina del 2 marzo i due brigantini realisti cominciarono ad avanzare, imboccando risolutamente il ramo del fiume in cui si trovavano le imbarcazioni dei patrioti; la manovra provocò l'inizio dei cannoneggiamenti da ambo le parti. I brigantini spagnoli passarono così vicini alle sponde dell'isola che vi si incagliarono; se il Belén riuscì a riguadagnare il fiume senza particolari problemi, il Cisne fu invece ripetutamente colpito dai cannoni nemici prima di riuscire a ricongiungersi più a valle con il resto della flottiglia.
Alle tre di pomeriggio i realisti tornarono ad attaccare, ponendosi questa volta l'obbiettivo di abbordare le navi nemiche; il Belén si mosse verso l'Invencible, mentre il Cisne attaccò la Veinticinco de Mayo, il cui equipaggio, terrorizzato, si gettò nel fiume, rendendo così inutile ogni resistenza da parte del capitano Bouchard. A bordo dell'Invencible, invece, Azopardo si difese strenuamente, provocando 11 morti e 16 feriti al brigantino nemico; l'equipaggio dell'América, il cui comandante Hubac si trovava a terra a dirigere il fuoco delle batterie, fuggì anch'esso poco prima dell'abbordaggio della nave, disperdendosi lungo le sponde del Paraná.
L'arrivo del Cisne a protezione del Belén rese alla fine impossibile la difesa ad Azopardo; con i due terzi dell'equipaggio morti, Azopardo, ferito anch'egli, tentò di far saltare la santabarbara per non consegnarsi, ma gli fu impedito. Fu quindi catturato con la sua nave dai realisti.
Catturate tutte le imbarcazioni nemiche, Romarate mandò una pattuglia a terra per aver ragione delle batterie dislocate da Azopardo; questa si impossessò in breve dell'artiglieria nemica, che fu imbarcata con i 62 prigionieri patrioti catturati nel corso della battaglia.

## Conseguenze
Dopo la battaglia, Azopardo fu inviato prigioniero in Spagna, dove fu condannato a morte e poi graziato, prima di venire scarcerato nel 1820 a seguito della rivoluzione liberale di Rafael del Riego; a Buenos Aires lo si giudicò per la sua condotta, ma in seguito gli furono restituiti grado militare ed onori. Romarate, da parte sua, tornò a Montevideo, dove fu promosso al grado di capitano di vascello e insignito di un'importante onorificenza militare.
La mancanza di rinforzi portò pochi giorni dopo, il 9 marzo, alla sconfitta di Belgrano nella battaglia di Tacuarí, al termine della quale però il comandante patriota riuscì a negoziare una tranquilla ritirata sulla sponda sinistra del Paraná. La rivolta delle popolazioni di Entre Ríos e della Banda Oriental alle autorità spagnole pose le basi dell'assedio di Montevideo, reso però difficile dalla supremazia navale realista. Per ovviare a questa situazione, la giunta di Buenos Aires decise di costruire una nuova flotta, che affidò all'irlandese William Brown, che tre anni più tardi, nel marzo del 1814, salpò per affrontare il suo primo scontro bellico nell'isola di Martín García.